# Альфред Ґердес
Альфред Ґердес (нім. Alfred Gerdes, 24 жовтня 1916 — 15 липня 2006) — німецький хокеїст на траві.
Срібний призер Олімпійських Ігор 1936 року.